# Bronisław Pięcik

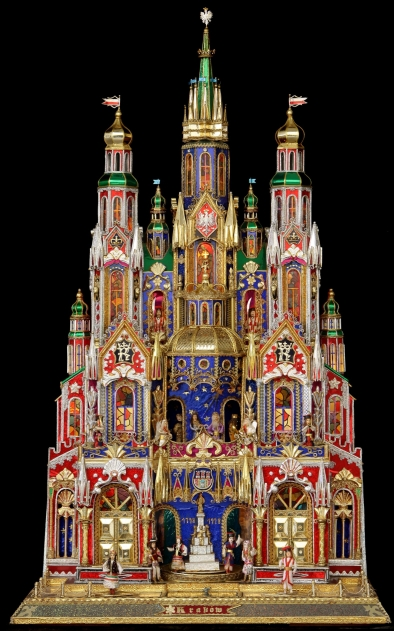
Szopka Bronisława Pięcika z 1998

Bronisław Pięcik (ur. 12 maja 1936 w Wołowicach, zm. 25 marca 2010 w Krakowie) – krakowski szopkarz, z zawodu mechanik precyzyjny. W konkursie szopek krakowskich uczestniczył od 1962 roku – łącznie brał udział w 41 konkursach. Dwudziestczterokrotnie zdobywał pierwszą nagrodę w konkursie. Specjalizował się w szopkach średnich i dużych. Niektóre szopki wykonywał wspólnie z żoną Marią. Kilkanaście jego dzieł znajduje się w kolekcji Muzeum Historycznego Miasta Krakowa, wiele innych trafiło do kolekcji prywatnych.
Jedna z jego szopek, którą wykonał podczas pracy w Kuwejcie, znajduje się w katedrze w Bagdadzie.